# 威廉斯科斯比群島
67°20′S 59°45′E / 67.333°S 59.750°E
威廉斯科斯比群島（英語：William Scoresby Archipelago）是南極洲的群島，位於威廉斯科斯比灣以東，主要島嶼有艾拉島、希恩群島等，大部分島嶼在1936年2月由英國探險隊發現。